# Championnats d'Europe d'aviron 1966
 (mars 2024).
Si vous disposez d'ouvrages ou d'articles de référence ou si vous connaissez des sites web de qualité traitant du thème abordé ici, merci de compléter l'article en donnant les références utiles à sa vérifiabilité et en les liant à la section « Notes et références ».
Navigation
Édition précédente Édition suivante

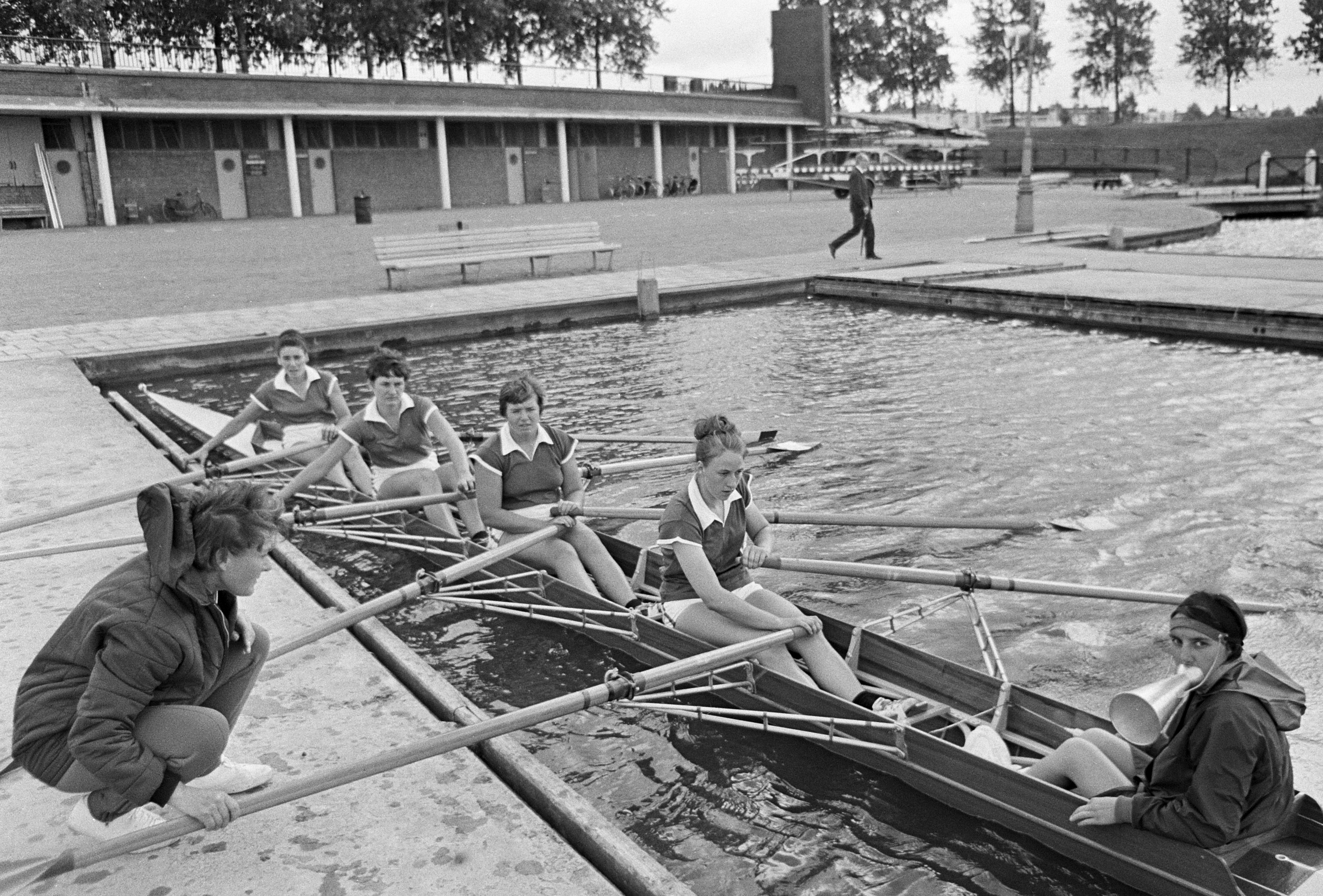
Quatre rameuses soviétiques aux Championnats d'Europe d'aviron de 1966.

Les championnats d'Europe d'aviron 1966, cinquante-huitième édition des championnats d'Europe d'aviron, ont eu lieu en 1966 à Amsterdam, aux Pays-Bas.